# Refugi de Pinet
El refugi de Pinet és un refugi de muntanya del departament de l'Arieja (França) a 2.240 m d'altitud i situat al costat de l'Estany de Pinet sota del Pic de Montcalm.

## Ruta d'accés
Des de l'Artiga cal continuar per la pista fins a un aparcament que queda al final. El camí està ben senyalitzat amb fites i marques grogues. Se tarden unes tres hores llargues per pujar al refugi des del cotxe i superar els 1.000 metres de desnivell. La pujada al refugi és bastant costeruda amb un pendent molt regular i accentuat. La zona de bosc acaba als 1.650 metres just en arribar a la cabana de Bazurs.